# Calle 42 (Manhattan)

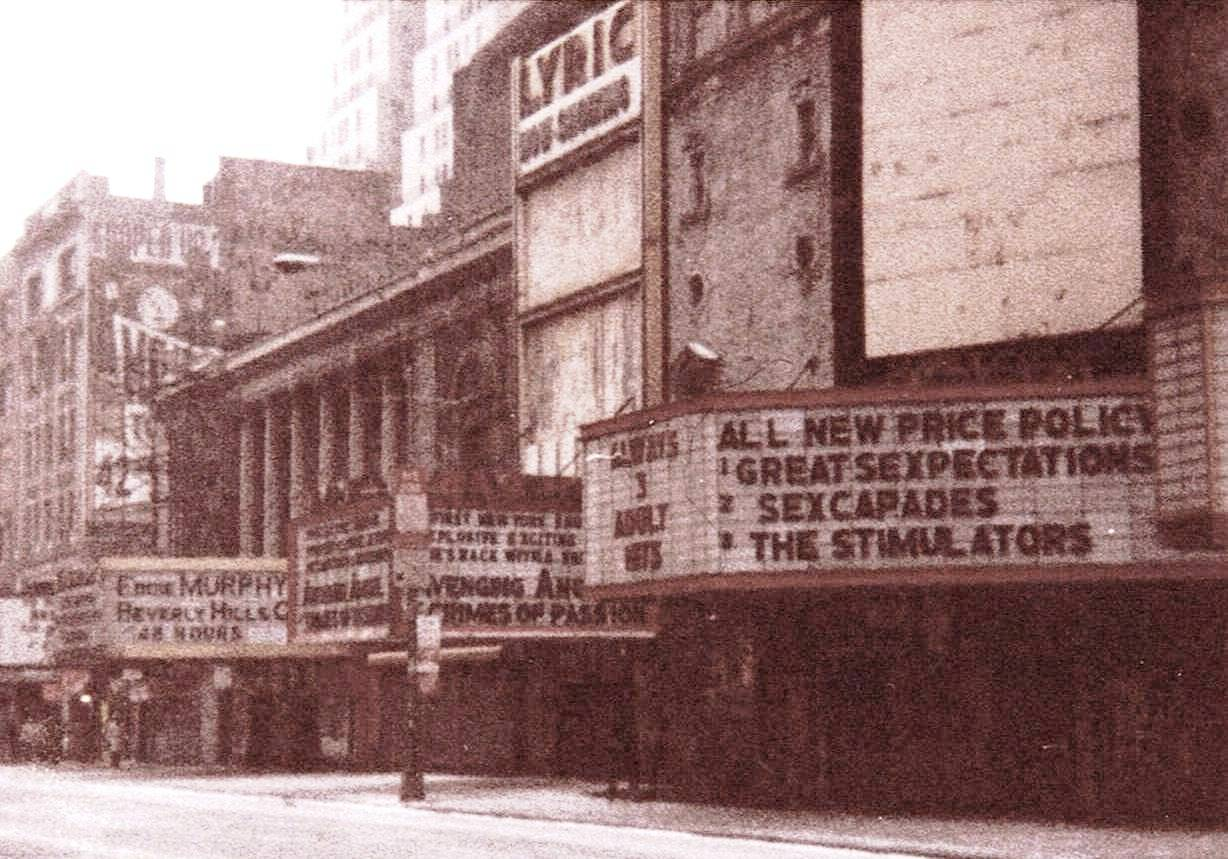
Cines Grindhouse en la calle 42 en 1985 antes de su noravación; la cuadra 200 de la calle 42 oeste; la facha del antiguo Teatro Lyric y edificios cercanos

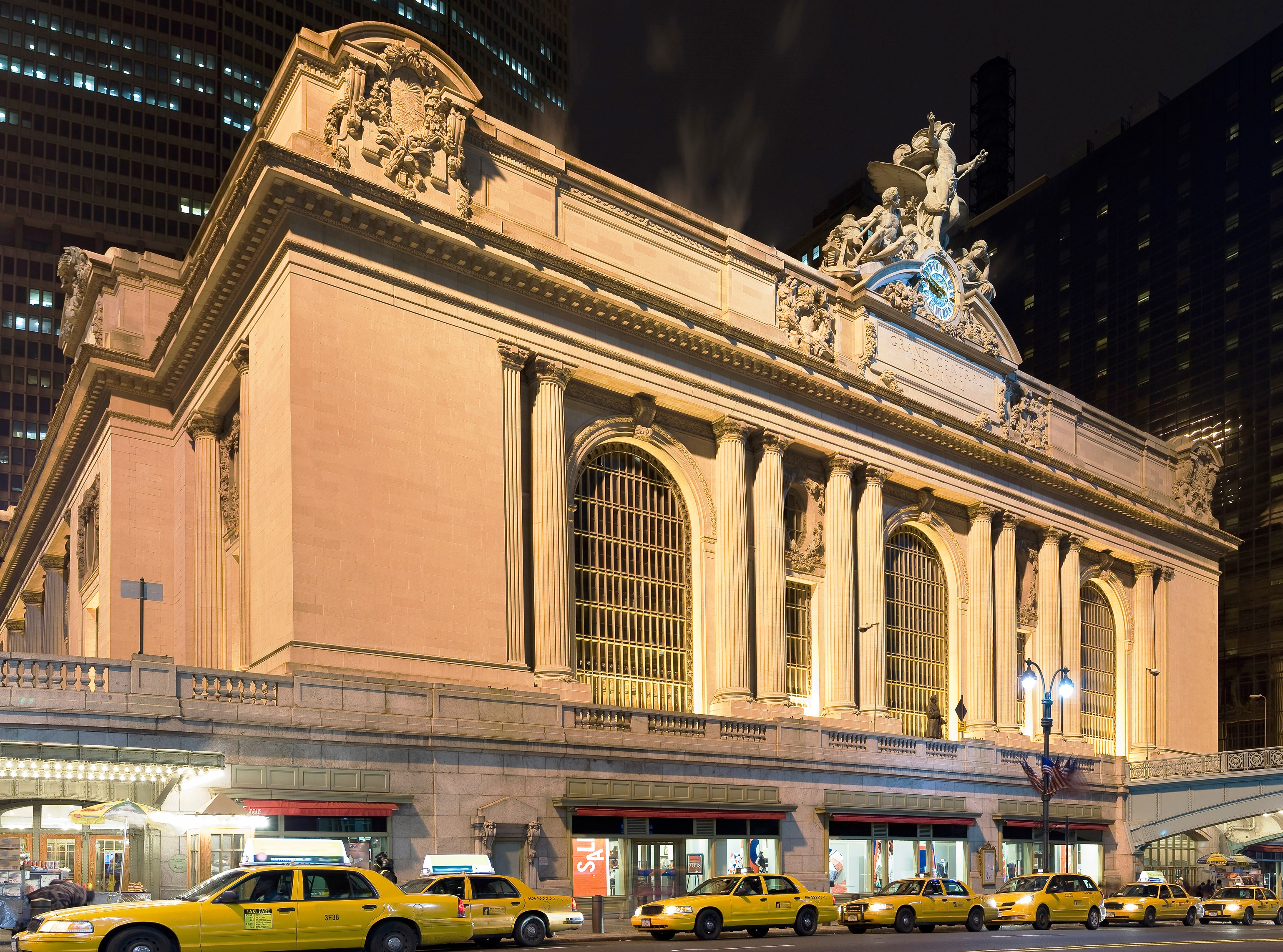
Grand Central Terminal de noche, visto desde el oeste en la calle 42

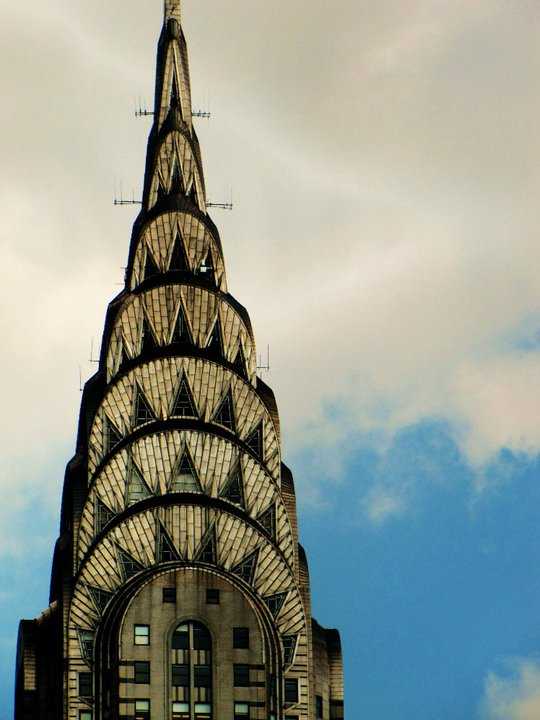
Chrysler Building, con su cúpula de acero está ubicado en la esquina de la calle 42 y la avenida Lexington

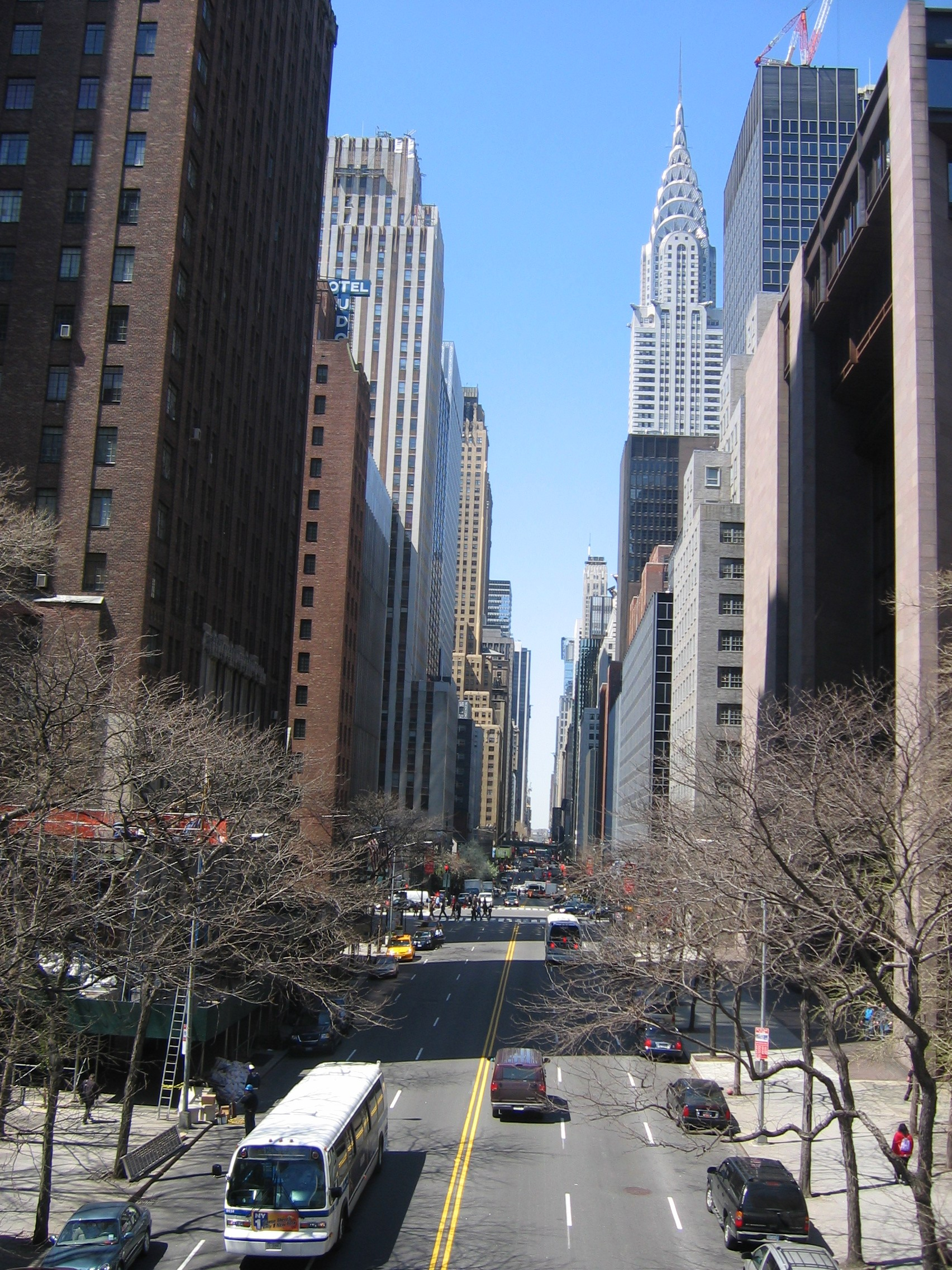
El extremo este de la calle 42 es muy diferente del oeste. Vista hacia el oeste desde el puente en la primera avenida. El Ford Foundation Building se ve adelante a la derecha.

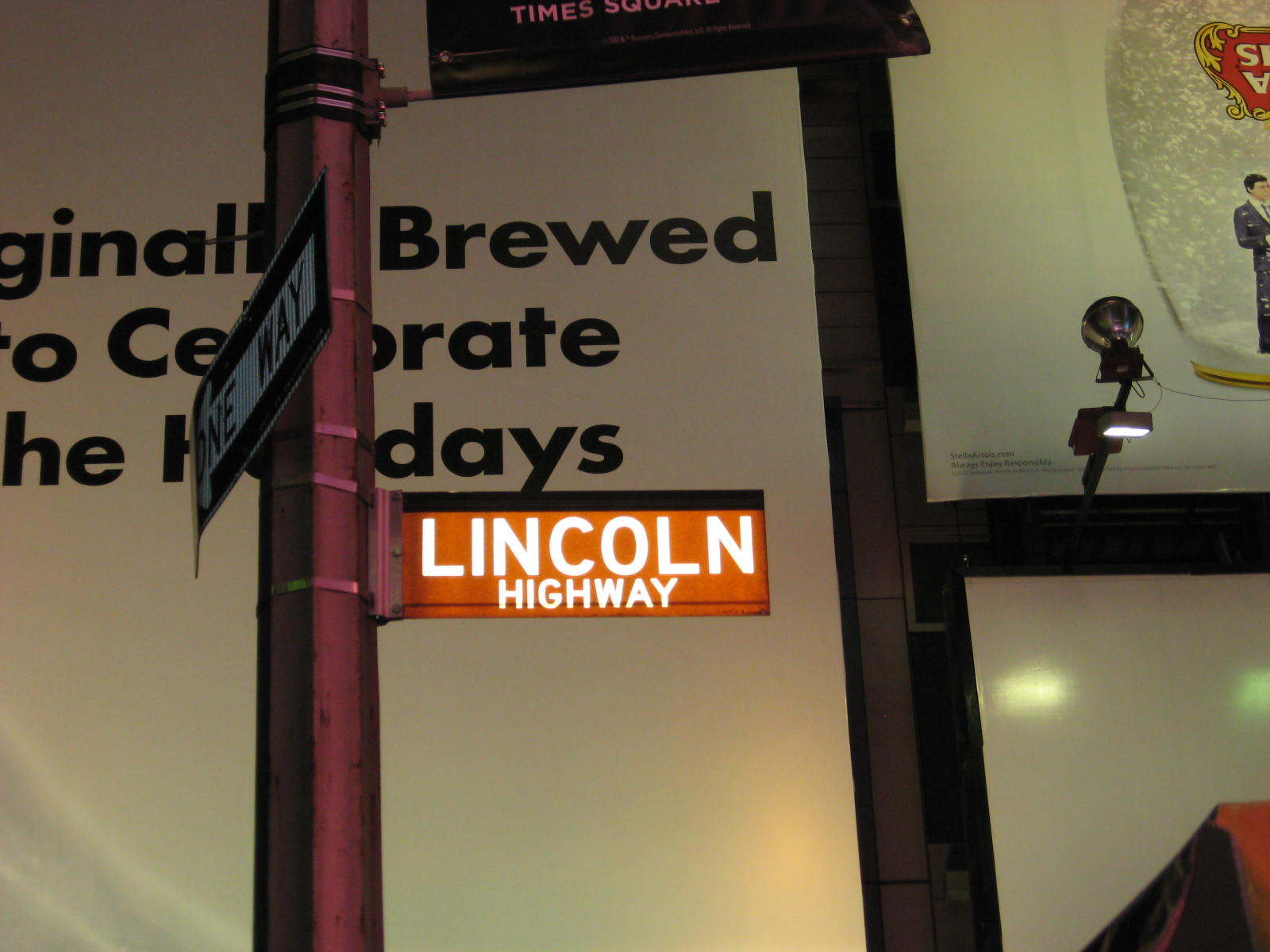
Señal indicando el punto final oriental de la Autopista Lincoln que empieza en la calle 42 y continúa hasta San Francisco, California

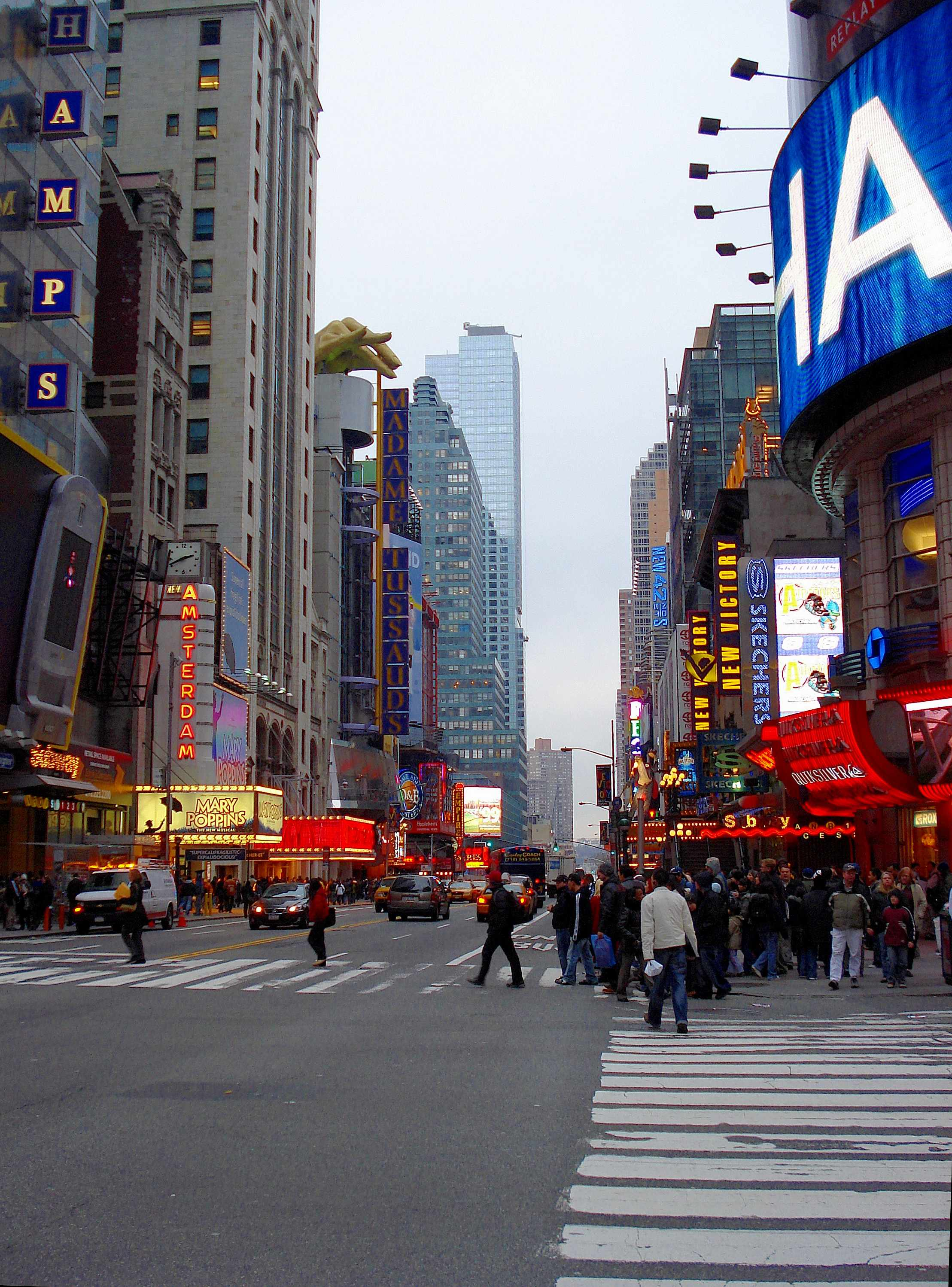
Calle 42.

La Calle 42 (en inglés: 42nd Street) es una de las calles principales del barrio de Manhattan en la ciudad de Nueva York que recorre, principalmente Midtown Manhattan y Hell's Kitchen. En la calle se ubican varios de los edificios más conocidos de Nueva York incluyendo (de este a oeste) la Sede de la Organización de las Naciones Unidas, el edificio Chrysler, el Grand Central Terminal, la Sede de la Biblioteca Pública de Nueva York, Bryant Park, Times Square y el Terminal de Autobuses de la Autoridad Portuaria. Tiene una longitud de unos 3,5 kilómetros y atraviesa toda la isla desde el East River hasta el río Hudson. La Quinta Avenida divide sus dos sectores. Hacia la avenida 12, el tramo es conocido como West 42nd Street (en español: "calle 42 oeste") y hacia la primera avenida, como East 42nd Street (en español: "Calle 42 este").
La calle es conocida por sus teatros, especialmente cerca a la intersección con Broadway en Times Square, and como tal es también parte del Distrito del Teatro y, en algunos momentos, de la zona roja cercana a esa intersección.

## Historia

### Historia temprana
Durante la guerra de la independencia un campo de maíz cerca al actual cruce de la calle 42 con la Quinta Avenida fue donde el general George Washington intentó reunir a sus tropas luego del desembarco británico en Kips Bay que dispersó a muchos integrantes de la milicia americana. El intento de Washington lo puso en riesgo de ser capturado y sus oficiales tuvieron que persuadirle de huir. La retirada eventualmente se dio en orden.
John Jacob Astor compró una granja de 70 acres (28,3 ha) en 1803 que se extendía desde la calle 42 hasta la 46 al oeste de Broadway hasta el río Hudson.

### sigloXIX
La calle fue designada en el Plan de los Comisionados de 1811 que estableció el plan hipodámico de las calles de Manhattan y fue una  de las 15 calles que corren de este a oeste y que tendrían un ancho de 100 pies (30,5 m) (mientras que las otras calles tenían sólo 60 pies (18,3 m) de ancho).
En 1835, el Comité de Calles de la ciudad, luego de recibir numerosas quejas acerca de la falta de acceso para el desarrollo más arriba de la calle 14, decidió abrir todos los lotes que habían sido ya marcados en la grilla de la ciudad hasta la calle 42. De esa manera esta calle se convirtió temporalmente en el límite norte de la ciudad.
Cornelius Vanderbilt empezó la construcción del Grand Central Depot en 1869 en el cruce de la calle 42 y la Cuarta Avenida como la estación terminal para sus líneas de ferrocarriles Central, Hudson, Harlem y New Haven, debido a que las regulaciones de la ciudad requerían que los caballos debían se tirados por caballos más abajo de la calle 42. El depósito, que abrió en 1871, fue reemplazado por el Grand Central Terminal en 1913.
Entre 1870 y 1890, la calle 42 se convirtió en el límite norte del principal distrito del teatro que empezaba alrededor de la calle 23 como el distrito de entretenimiento del Tenderloin y que gradualmente fue mudándose hacia el norte.

### Inicios delsigloXX
La calle 42 fue desarrollándose relativamente tarde en comparación con otras calles que cruzaban trasnversalmente la ciudad como la calle 14 y la calle 23, que crecieron durante la guerra civil, y la calle 57, que se convirtió en prominente en los años 1890. Fue sólo luego del inicio del siglo XX que la calle empezó a ver desarrollarse locales de entretenimiento alrededor de Times Square y aumentar el espacio para oficinas alrededor del Grand Central Terminal. La esquina de la calle 42 y Broadway, en la esquina suroriental de Times Square fue el terminal este de la Autopista Lincoln, la primera carretera que cruza los Estados Unidos y que fue concebida y mapeada en 1913.
Una línea de tren elevado que recorría la Calle 42 Este desde la Tercera Avenida hasta el Grand Central Terminal fue cerrada en 1923, llevando al desarrollo de estructuras como el Chanin Building y el 110 East 42nd Street al oeste de la avenida Lexington. La calle al este de la avenida Lexington continuó siendo de edificaciones de poca altitud; estas cuadras estuvieron cerca de las líneas elevadas de la Segunda Avenida y de la Tercera Avenida y, de acuerdo a ello, inicialmente fueron consideradas poco atractivas para mayor desarrollo. Para los años 20 The New York Times reportó que varias construcciones de alto perfil "estaban cambiando radicalmente las antiguas condiciones" a lo largo de la Calle 42 Este, incluyendo al Chanin, Lincoln, Chrysler, and Daily News Buildings, al igual que Tudor City.

### Declinamiento del teatro
La Calle 42 Oeste, mientras tanto, prosperó como un distrito de teatro y entretenimiento hasta la Segunda Guerra Mundial. De acuerdo con el historiador Robert A. M. Stern, el declinamiento de la Calle 42 Oeste empezó en 1946 cuando los tranvías en la calle 42 fueron reemplazados por buses menos eficientes.
La película musical de 1933 de Lloyd Bacon y Busby Berkeley La calle 42, protagonizado por los gales de los años 30 Dick Powell y Ruby Keeler, muestra la obscena y colorida mezcla de habitantes y vagabundos del circuito de Broadway en Manhattan durante la Gran Depresión. En 1980, se convirtió en un exitoso musical de Broadway que estuvo en cartelera hasta 1989, y que fue repuesto en cartelera en el 2001 por cuatro años. En palabras de la canción del título compuesta por Al Dubin y Harry Warren, en la calle 42 uno puede encontrar:

Little nifties from the Fifties, innocent and sweet,
Sexy ladies from the Eighties who are indiscreet,
They're side by side, they're glorified,
Where the underworld can meet the elite
Naughty, gawdy, bawdy, sporty, Forty-second Street
Pequeños chulos de los cincuentas, inocentes y dulces.
 Chicas sexys de los ochentas que son indiscretas.
 Están lado a lado, son glorificadas.
Donde el bajo mundo se encuentra con la élite.
Traviesa, ordinaria, grosera, deportiva calle 42!

Desde fines de los años 1950 hasta fines de los años 1980, la calle 42 fue apodada como el "Deuce" y fue el centro cultural del grindhouse americano que dio lugar a toda una subcultura. El libro Sleazoid Express, una guía de los grindhouses de la calle 42 y las películas que exhibían describe la mezcla única de gente que asistían a esos teatros: 

depressives hiding from jobs, sexual obsessives, inner-city people seeking cheap diversions, teenagers skipping school, adventurous couples on dates, couples-chasers peeking on them, people getting high, homeless people sleeping, pickpockets...
depresivos escondiéndose del trabajo, obsesivos sexuales, gente de ciudades del interior buscando diversión barata, adolescentes escapándose del colegio, parejas aventureras en una cita, buscadores de parejas espiándolos, gente drogándose, gente sin casa durmiendo, ladrones ...

Mientras que la calle afuera de los teatros estaba poblada con 

phony drug salesman ... low-level drug dealers, chain snatchers ... [j]unkies alone in their heroin/cocaine dreamworld ... predatory chickenhawks spying on underage trade looking for pickups ... male prostitutes of all ages ... [t]ranssexuals, hustlers, and closety gays with a fetishistic homo- or heterosexual itch to scratch ... It was common to see porn stars whose films were playing at the adult houses promenade down the block. ... Were you a freak? Not when you stepped onto the Deuce. Being a freak there would get you money, attention, entertainment, a starring part in a movie. Or maybe a robbery and a beating.
vendedor de medicinas adulteradas ... traficantes de poca monta, asaltantes, drogados solos en su mundo de heroína/cocaína ... gavilanes espiando a menores para levantar ... prostitutos de todas las edades ... transexuales, estafadores y gays reprimidos con una comezón fetichista homo o heterosexual que quieren rascar ... Era común ver estrellas porno cuyas películas estaban exhibiéndose en los cines para adultos de la calle ... Eras raro? No cuando caminabas por el Deuce. Ser un raro ahí podía darte dinero, atención, entretenimient, un papel estelar en una película. O quizá ser asaltado y golpeado

Por gran parte de la segunda mitad del siglo XX, el área de la calle 42 cerca de Times Square era lugar de actividades frecuentemente consideradas de mal gusto incluyendo peepshows.
La calle 42 Este estuvo, por un tiempo, liberada de similar decaimiento, especialmente al este de la Tercera Avenida, donde el desarrollo de la Sede de la Organización de las Naciones Unidas sustentó un próspero distrito de negocios y promovió el crecimiento de esa sección de la calle 42. La demolición de las líneas elevadas de las avenidas Segunda y Tercera en los años 1950 llevó a aumentar el desarrollo en la calle 42 Este con la construcción de anexos a los edificios Chrysler y Daily News así como la construcción del Socony–Mobil y el Ford Foundation Building. Para los años 1960, la calle 42 Este entre Park Avenue y la Segunda Avenida tenían más oficinas centrales de industrias que cualquier otro lugar en los Estados Unidos con excepción de Chicago o Pittsburgh. Durante este tiempo, hubo mucho más desarrollo fuera del distrito de entretenimiento de Times Square, compensando la percepción de esa parte de la calle 42.

### Revitalización
A inicios de los años 1990, el gobierno de la ciudad impulsó una limpieza del área de Times Square. En 1990, el gobierno de la ciudad tomó el control de seis de los históricos teatros en la cuadra de la calle 42 entre la Séptima y la Octava avenidas y New 42nd Street, una organización sin fines de lucro, fue formada para supervisar su renovación y reutilización así como para construir nuevos teatros y espacios. En 1993, Disney Theatrical Productions compró el Teatro New Amsterdam que fue renovado pocos años después. Desde mediados de los años 1990, la cuadra volvió a ser sede de muchos teatros regulares y varios complejos de cines, así como tiendas, restaurantes, hoteles y atracciones como Madame Tussauds y Ripley, ¡aunque usted no lo crea! que generan millones a la ciudad cada año. Esta área es llamada como "New 42nd Street" para hacer notar ese cambio.
En los años 1990, la renovación de Bryant Park entre la Quinta y la Sexta avenidas, así como las renovaciones de Times Square y la Grand Central Terminal, llevó a aumentos en la ocupación de oficinas a lo largo de ambas secciones de la calle 42.

## Lugares notables
(De este a oeste):
- Sede de la ONU, Primera Avenida
- Tudor City, Primera Avenida
- Ford Foundation Building, entre las avenidas Primera y Segunda, antiguo lugar del Hospital para Lisiados (hoy conocido como el Hospital for Special Surgery)[22]
- Daily News Building, Segunda Avenida
- Socony-Mobil Building, Entre las avenidas Tercera y Lexington
- Chrysler Building, Avenida Lexington
- Chanin Building, Avenida Lexington
- 110 East 42nd Street (antiguamente edificio Bowery Savings Bank, hoy Cipriani S.A.), entre las avenidas Lexington y Park
- Pershing Square Building, Avenida Park
- Pershing Square, Avenida Park
- Grand Central Terminal, Avenida Park
- One Vanderbilt, Avenida Vanderbilt
- 500 Fifth Avenue
- Sede de la Biblioteca Pública de Nueva York, Quinta Avenida
- W. R. Grace Building, entre las avenidas Quinta y Sexta
- Salmon Tower Building, entre las avenidas Quinta y Sexta
- Edificio Aeolian, entre las avenidas Quinta y Sexta
- Bryant Park, entre las avenidas Quinta y Sexta
- Shayne's Emporium, al oeste de la Sexta Avenida
- Bank of America Tower, Sexta Avenida
- Bush Tower, entre las avenidas Sexta y Séptima
- Times Square, entre Broadway y la Séptima Avenida
- Times Square Tower, el edificio donde cae la bola en Nochevieja, en Broadway y la Séptima Avenida
- Teatro American Airlines y New 42nd Street, entre las avenidas Séptima y Octava
- Port Authority Bus Terminal, en la Octava Avenida
- 330 West 42nd Street, antiguamente Edificio McGraw-Hill Building, entre las avenidas Octava y Novena
- Iglesia de la Santa Cruz, entre las avenidas Octava y Novena
- Theatre Row, entre las avenidas Novena y Undécima
- Silver Towers departamentos, en la Undécima Avenida
- Atelier Skyscraper Condominium, entre las avenidas Undécima y Duodécima
- Circle Line Sightseeing Cruises terminal de ferris, en la Duodécima Avenida.

## Transporte

### Subterráneo
Toda línea del Metro de Nueva York que cruza la calle 42 tiene una parada en ésta:
- Times Square–Calle 42 (trenes 1, 2, 3, 7, <7>, A, C, E, N, Q, R, W, y S)
- Calle 42/Quinta Avenida–Bryant Park (trenes 7, <7>, B, D, F, <F>, y M)
- Grand Central–Calle 42 (trenes 4, 5, 6, <6>, 7, <7> y S)

Hay dos líneas de metro debajo de la calle 42. El 42nd Street Shuttle (línea S) que va debajo de la calle 42 entre Broadway/Séptima Avenida (Times Square) y Park Avenue (Grand Central). LA IRT Flushing Line (trenes 7 y <7>) gira desde la Undécima Avenida a la calle 41 y luego sigue hasta la Quinta Avenida; sirve a la calle 42 entre las avenidas Quinta a Madison; y continúa debajo del East River hasta Queens. Cada línea para en Times Square y Gran Central aunque la estación de la Quinta Avenida también recibe los trenes de la línea 7 y <7>.
En el pasado, cada antigua línea elevada (IRT) tenía una estación en la calle 42:
- 42nd Street de la Línea de la Segunda Avenida
- 42nd Street de la Línea de la Tercera Avenida
- 42nd Street de la Línea de la Sexta Avenida
- 42nd Street de la Línea de la Novena Avenida

Una quinta estación se extendía sobre la calle 42 como un apéndice de la Línea de la Tercera Avenida hacia el Gran Central Depot, luego Grand Central Station, y finalmente Grand Central Terminal.

### Buses
El bus M42 de la MTA Bus Company recorre toda la calle 42 entre el terminal de ferris de la Circle Line Sightseeing Cruises y la sede de la ONU en el East River. Su predecesor, la línea transversal de tranvías de la calle 42 también usaba esa calle. En 2019, fueron establecidos carriles exclusivos para buses a lo largo de la calle.
La calle 42 también es utilizada por las líneas SIM8, SIM22, SIM25, SIM26 y SIM30 expresas a Staten Island.